# سیلوا لانگووا
سیلوا لانگووا (چکی: Sylva Langova؛ ‏ ۳۱ اوت ۱۹۲۱ – ۱۵ ژانویهٔ ۲۰۱۰) بازیگر اهل چکسلواکی بود.
از فیلم‌ها یا مجموعه‌های تلویزیونی که وی در آن‌ها نقش داشته‌است، می‌توان به ارتش سری و به دنبال جنگ شیشه‌ای اشاره نمود.